# N20 (Guinea)
Die N20 ist eine Fernstraße in Guinea, die in Kolaboui an der Ausfahrt der N3 beginnt und in Kamsar endet. Sie ist 33 Kilometer lang.